# Plaatsnaambord

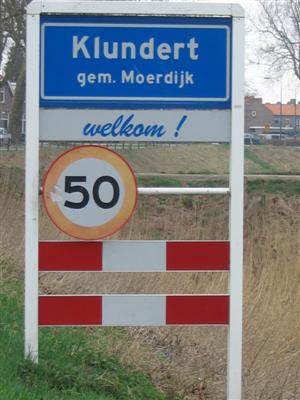
Een standaard plaatsnaambord in Nederland

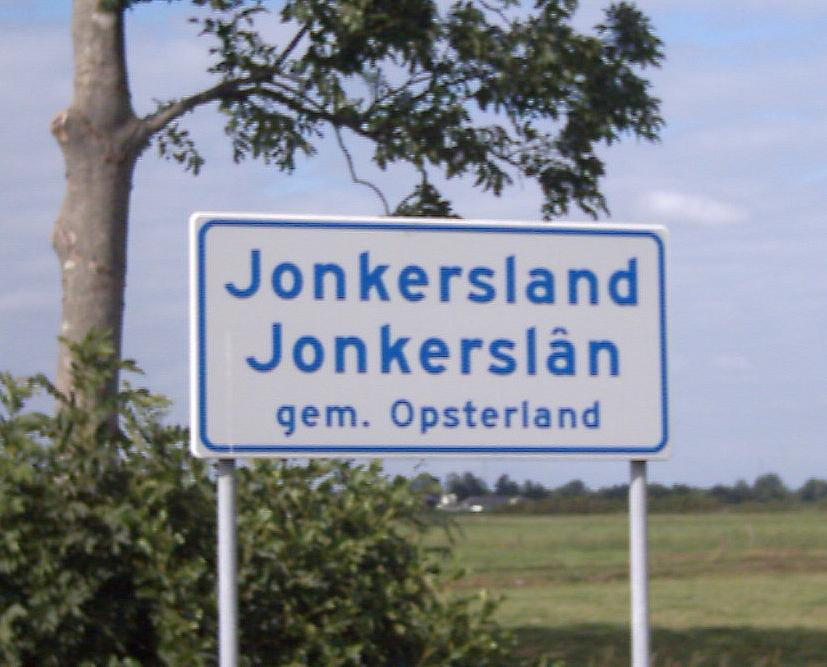
Een plaatsnaambord van een plaats buiten de bebouwde kom in Nederland (tweetalig)

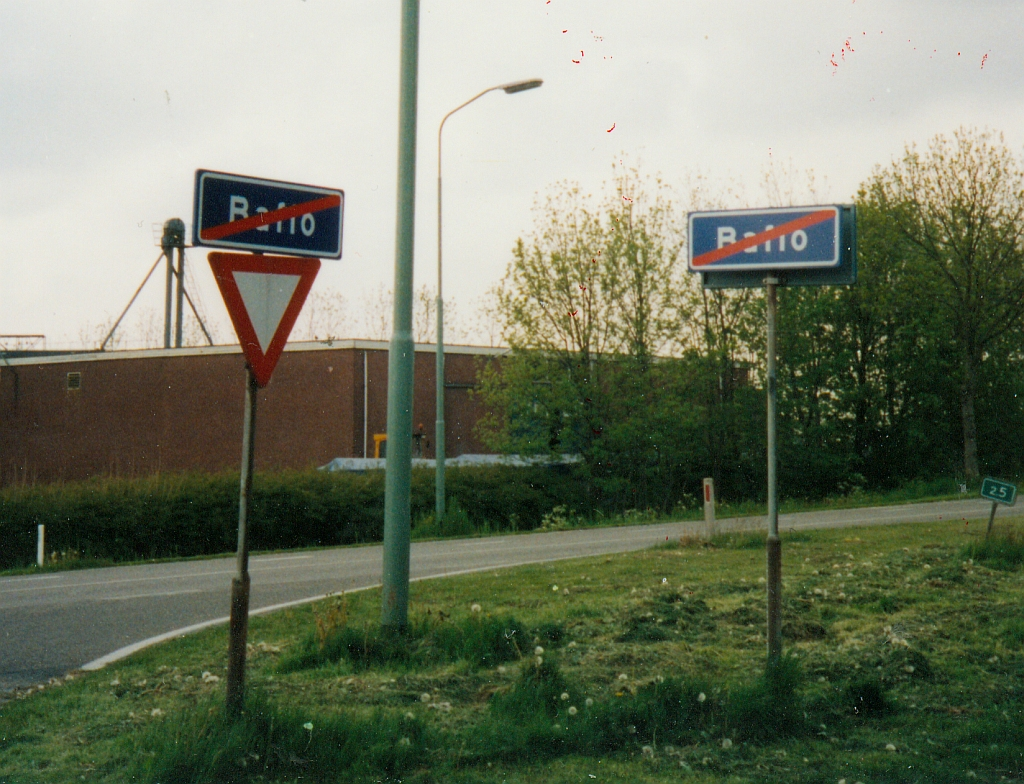
Baflo De rode streep maakt de plaatsnaam soms slecht leesbaar

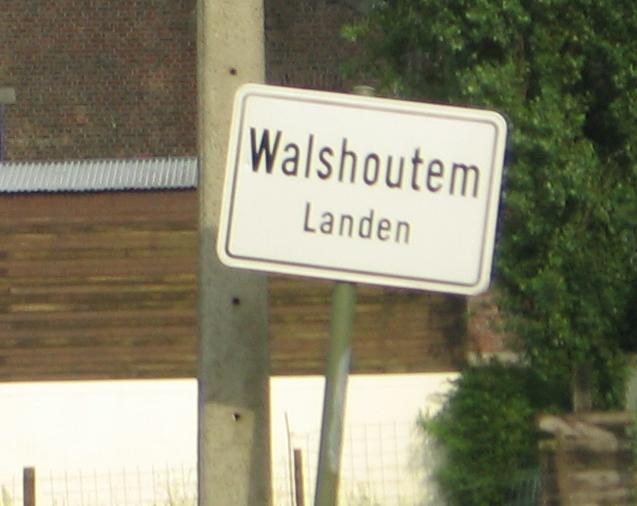
Plaatsnaambord bij naderen van de bebouwde kom in België

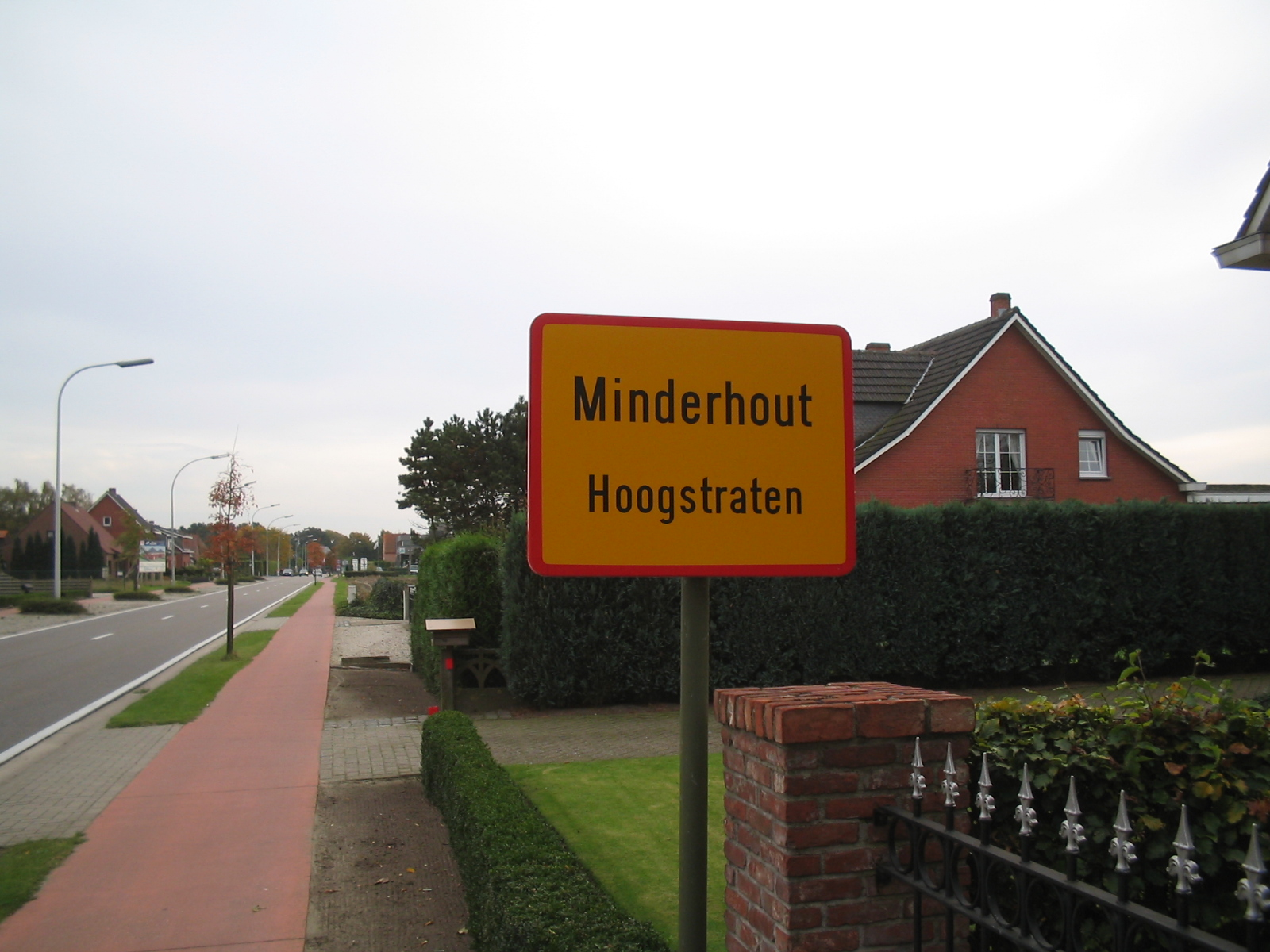
Plaatsnaambord aan een gemeentegrens in België

Een plaatsnaambord is een bord dat staat bij de ingang van een plaats. Onder de plaatsnaam wordt de gemeente waarin de plaats zich bevindt vermeld, tenzij de plaatsnaam gelijk is aan de gemeentenaam.
De precieze plek voor een plaatsnaambord hangt per land, per regio/staat of per gemeente af. Het kan de precieze grens duiden van een plaats maar ook alleen de kern van bewoning van die plaats. In de Verenigde Staten kunnen ze bijvoorbeeld een city limit ('stadsgrens') aangeven en in Nederland een bebouwde kom.

## Nederland

### Verbonden verkeersregels
In Nederland heeft het kombord de status van een verkeersbord volgens het RVV 1990. Een kombord impliceert ook altijd een maximumsnelheid van 50 km/u, desondanks wordt onder het kombord vaak ter verduidelijking een extra verkeersbord bevestigd dat deze maximumsnelheid vermeldt. Maar soms wordt er toch een hogere toegestane snelheid aangegeven (rondwegen) of een lagere snelheid (woonwijk).

### Weergave van het bord
Bij het binnengaan van de bebouwde kom staat het standaard plaatsnaambord (zie foto), bij het verlaten van de bebouwde kom staat er een vergelijkbaar bord, met een schuine rode streep door de tekst. Ironisch genoeg wordt bij sommige plaatsnamen de leesbaarheid door deze streep ernstig bemoeilijkt. Tot invoering van het RVV 1990 werd bij het verlaten van de kom nooit een plaatsnaam vermeld, maar bestond het bord slechts uit een blauw vlak met drie of vier schuine witte strepen. Op sommige plaatsen zijn dit soort borden ook nu nog aanwezig. Vaak is er onder het bord nog een bord bevestigd met een tekst als "Welkom" bij het binnenrijden en "Tot ziens" bij het verlaten van de plaats. Volgens een inventarisatie van de NDW bestaan er circa 28.000 komborden en 24.000 einde-komborden.

### Gehucht of buurtschap
Bij een gehucht of buurtschap is er vaak geen sprake van een officiële bebouwde kom, hierom kan het standaard kombord, dat immers een lagere maximumsnelheid gebiedt, niet worden toegepast. Hier staat dan vaak een plaatsnaambord in negatief: een wit bord met blauwe of zwarte letters. Er bestaan uitzonderingen van gehuchten en buurtschappen die wel een officiële bebouwde kom hebben. Hier worden wel de standaard blauwe plaatsnaamborden geplaatst. Hierdoor ontstaat weleens de verwarring dat gehuchten en buurtschappen als deze 'dorpen' zouden zijn. Enkele bekende uitzonderingen zijn de Noord-Brabantse gehuchten Oventje, Dalem en Walik.

### Taal en speciale borden
Sinds de jaren 50 van de twintigste eeuw staat in de provincie Friesland, naast de Nederlandse plaatsnaam, vaak ook de Friese naam op de plaatsnaamborden. Sommige gemeenten kiezen ervoor enkel de officiële naam te vermelden, in bijvoorbeeld Dantumadeel zijn dit de Friese en in Ooststellingwerf zijn dit de Nederlandse. Ook in de provincie Limburg plaatsen steeds meer gemeenten tweetalige plaatsnaamborden, met naast de Nederlandse naam ook de Limburgse naam. De gemeente Roermond was hiermee de eerste. De provincie Groningen heeft overwogen om aan zijn plaatsnaamborden Groninger namen toe te voegen, maar dit voorstel is uiteindelijk verworpen. Sinds eind 2023 beslissen steeds meer gemeenten in Drenthe om ook Drentse plaatsnaamborden te plaatsen.
In maart 2005 kreeg Nijmegen een roze plaatsnaambord uitgereikt. Dit bord werd overhandigd aan de burgemeester, omdat Nijmegen bekendstaat als homovriendelijk.
In het zuidoosten van de provincie Groningen, in Westerwolde, staan er bordjes bij de plaatsnaamborden die een titel van het dorp aangeven, bijvoorbeeld Welkom in Wedde, de poort van Westerwolde.
In de carnavalstijd worden in sommige plaatsen de plaatsnaamborden afgedekt door een al dan niet gelijkend bord met een Carnavalsnaam, waaronder de mensen die carnaval vieren deze plaats dan verstaan. Dit is volgens de wegenverkeerswet (WVW1990) en de BABW (besluit administratieve bepalingen inzake het wegverkeer, artikel 1a en 2) verboden, echter deze gemeenten gedogen dit gebruik. In andere plaatsen wordt een dergelijk bord in de directe nabijheid van het kombord geplaatst, zonder dit aan het zicht te onttrekken.

## België
In België wordt het binnenrijden van de bebouwde kom aangegeven met een wit plaatsnaambord, het buitenrijden ervan wordt aangegeven door hetzelfde bord met een rode streep erdoor. Dit bord duidt dus eveneens de bebouwde kom met de bijbehorende verkeersregels, zoals de snelheidsbeperking tot 50 km/u.
Een geel bord met rode rand wordt geplaatst op de grens van gemeenten. Deze borden zijn enkel informatief, en hebben geen belang voor de verkeersregels. Op veel plaatsen zijn ook de grenzen van voormalige gemeenten, nu deelgemeenten, aangeduid met deze borden. In sommige streken worden de borden ook weleens voor kleinere gehuchtjes of kruispunten gebruikt.

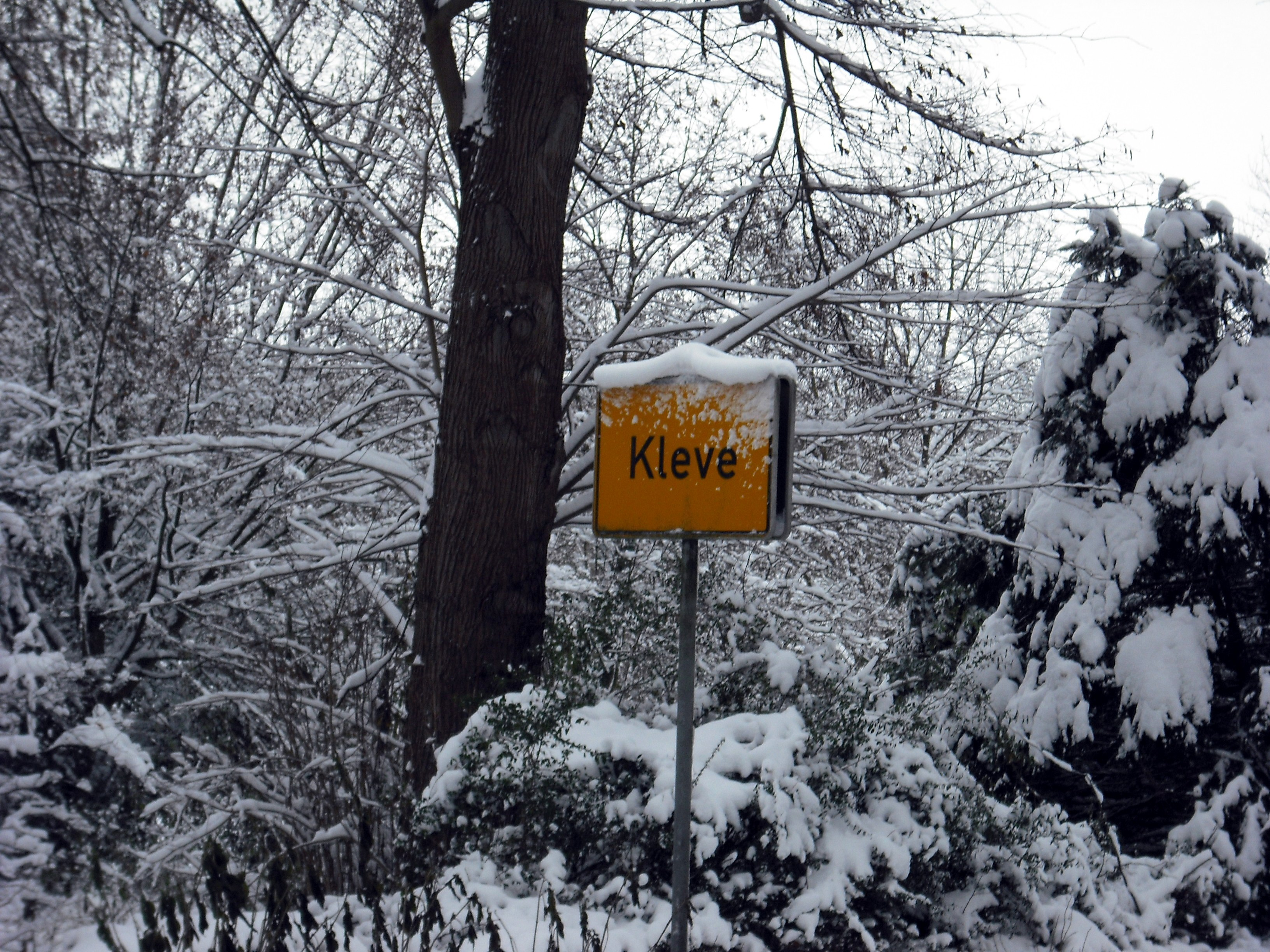
Begin bebouwde kom in Duitsland
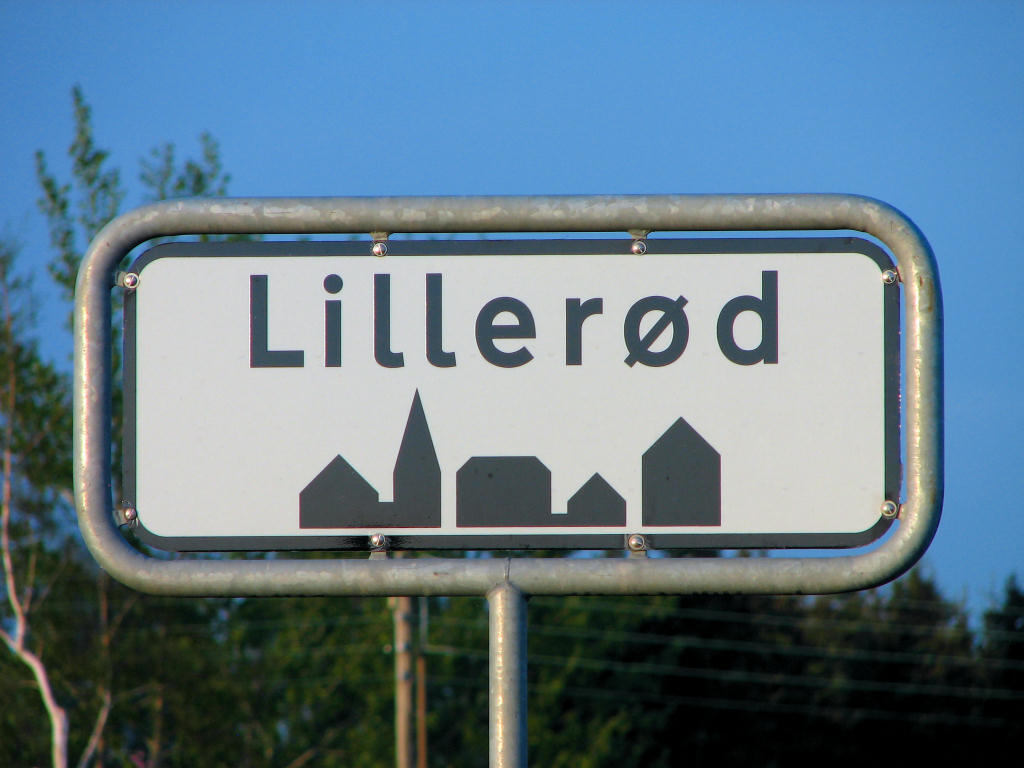
Deens plaatsnaambord
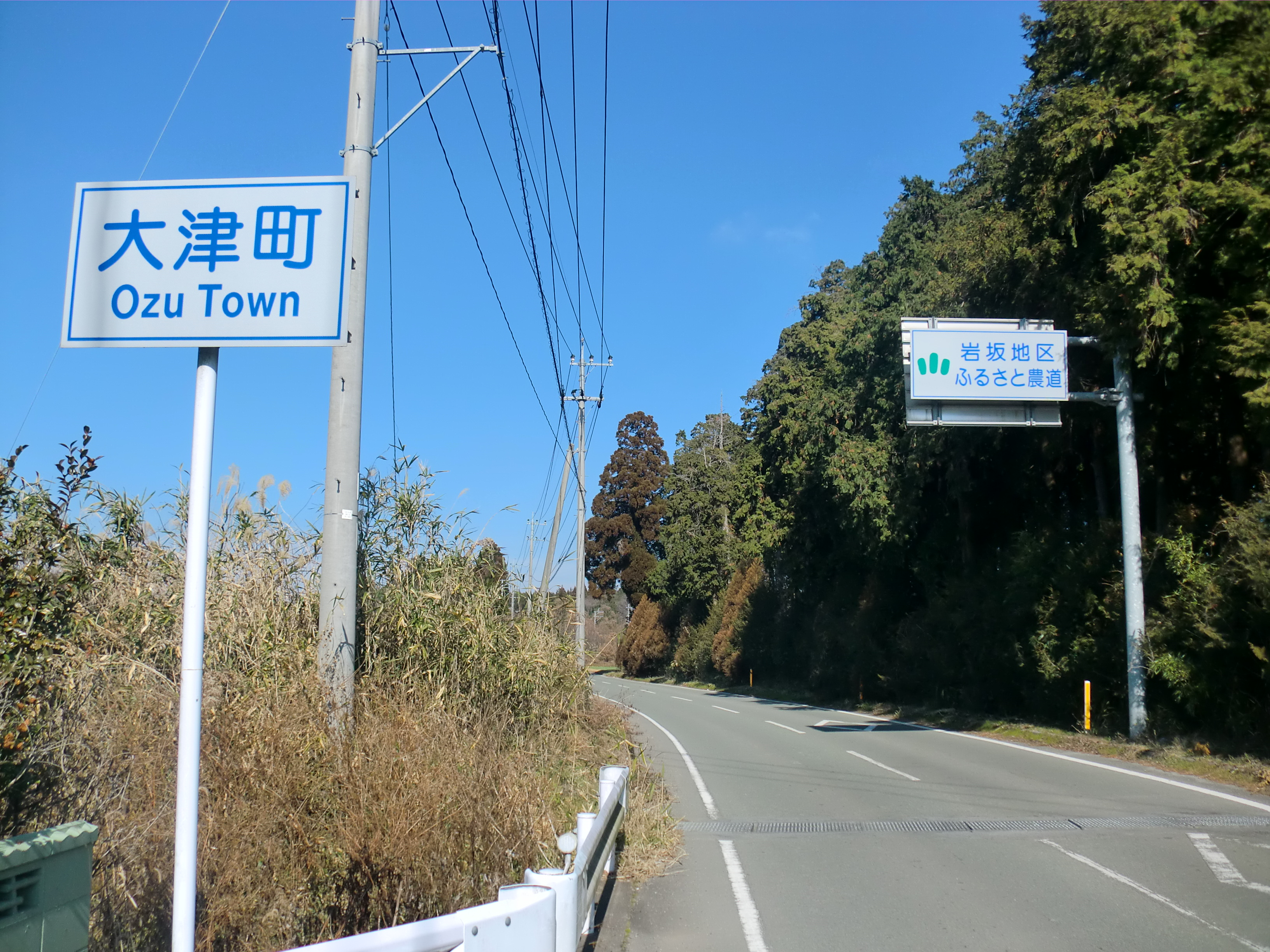
Plaatsnaambord in Japan, standaard in zowel Japans als Engels
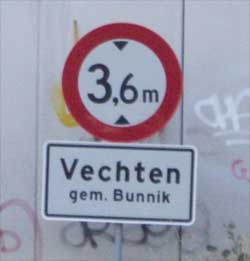
Plaatsnaambord Vechten
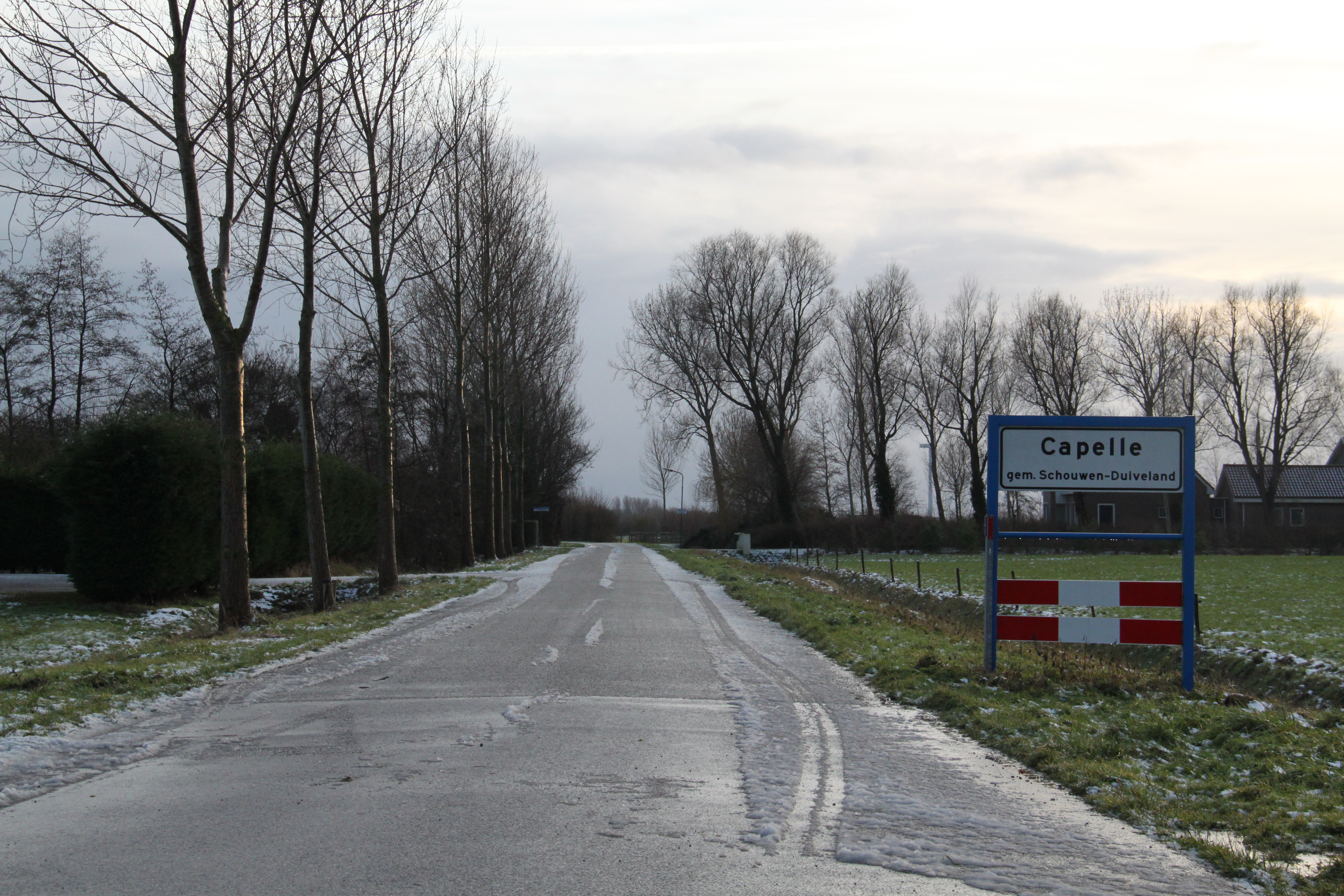
Plaatsnaambord voormalig gehucht Capelle
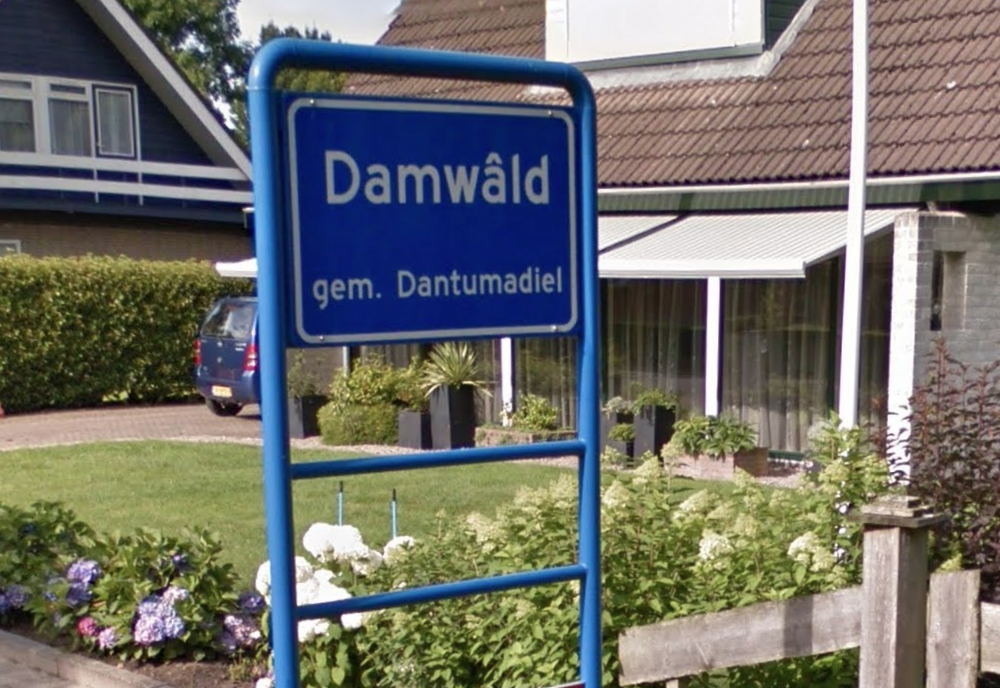
Een Friestalig plaatsnaambord bij Damwoude, Nederland
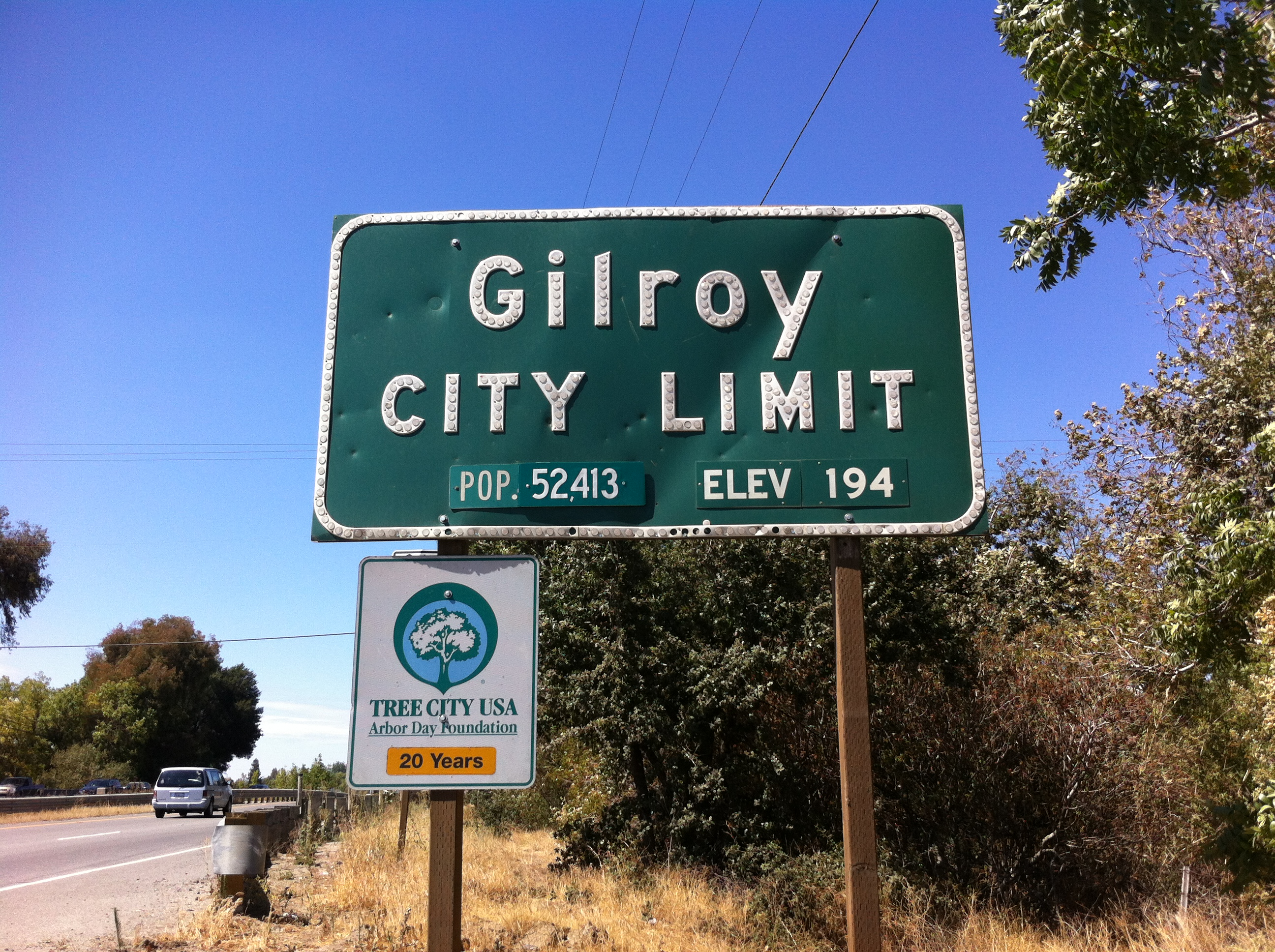
Plaatsnaambord in VS met populatieaanduiding
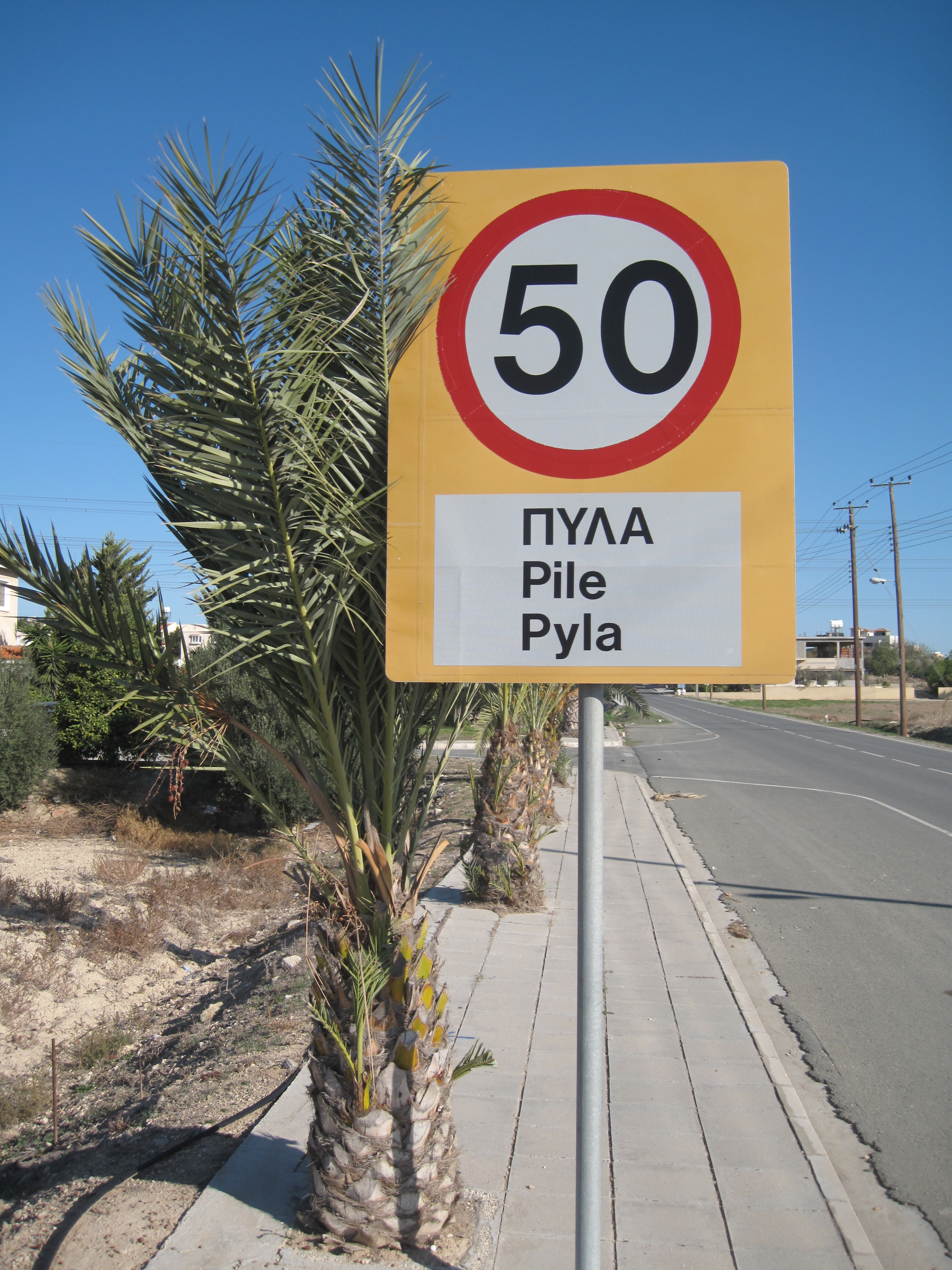
Plaatsnaambord Pyla (Cyprus)
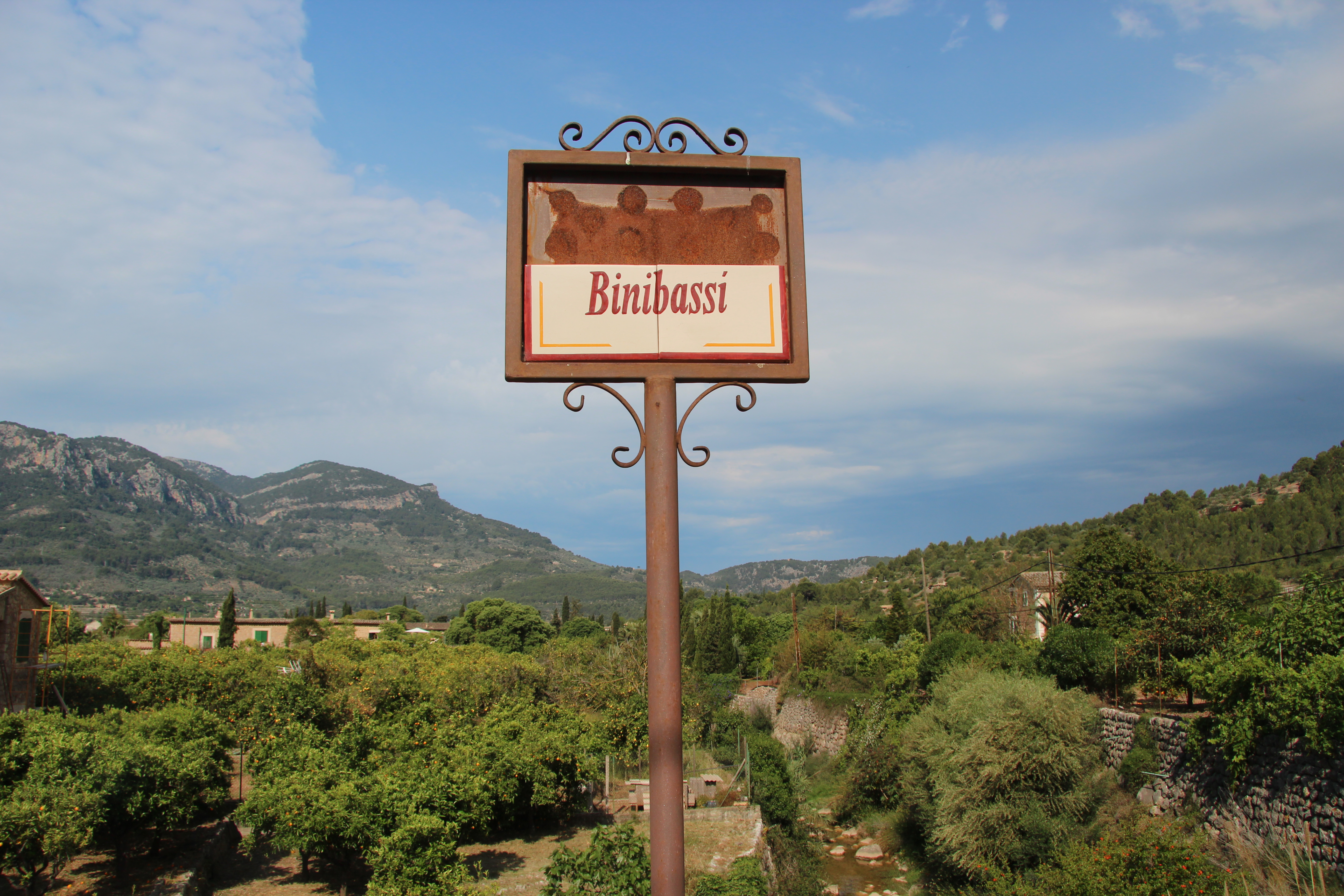
Plaatsnaambord Binibassi (Spanje)
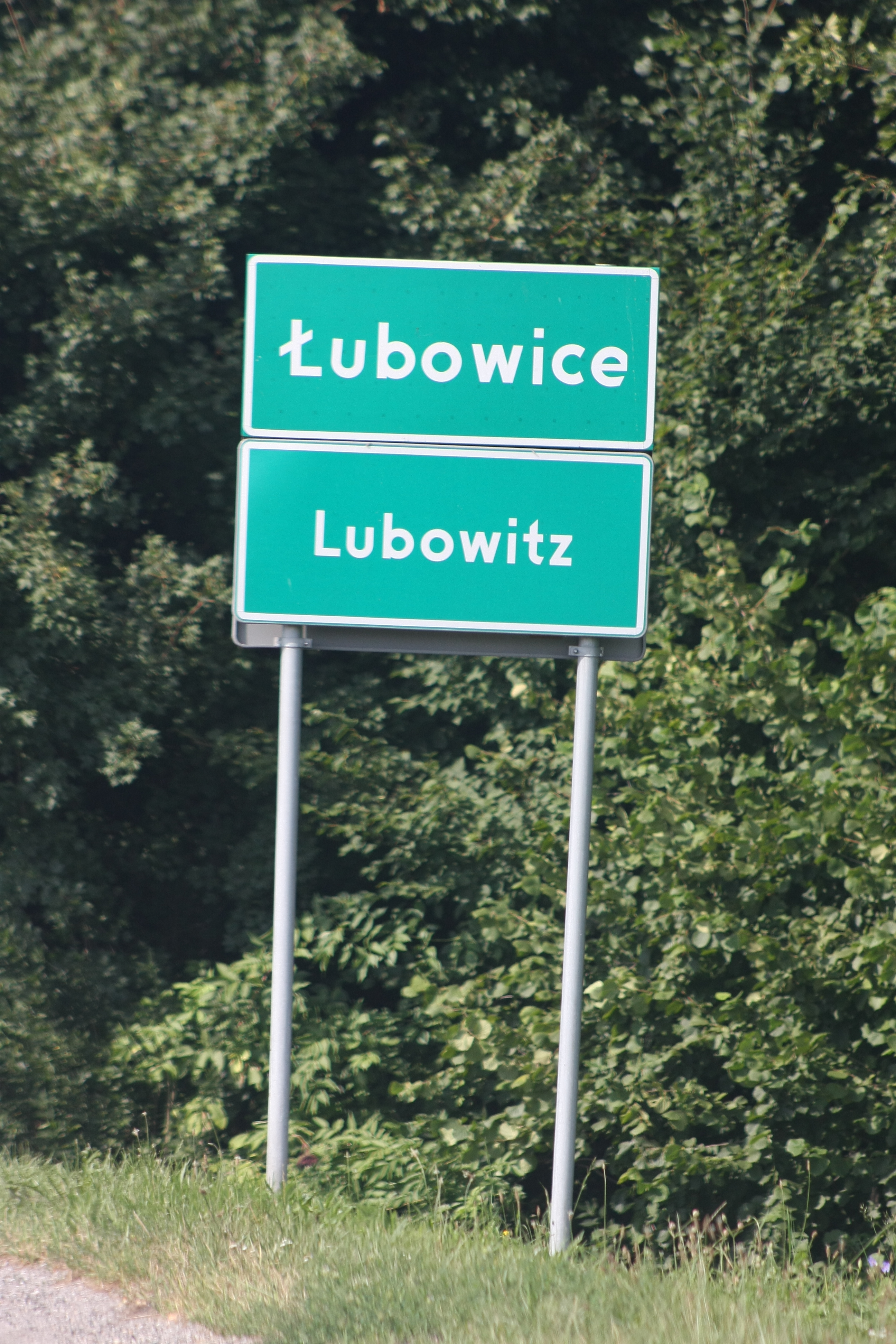
Tweetalig plaatsnaambord bij Łubowice (Polen)
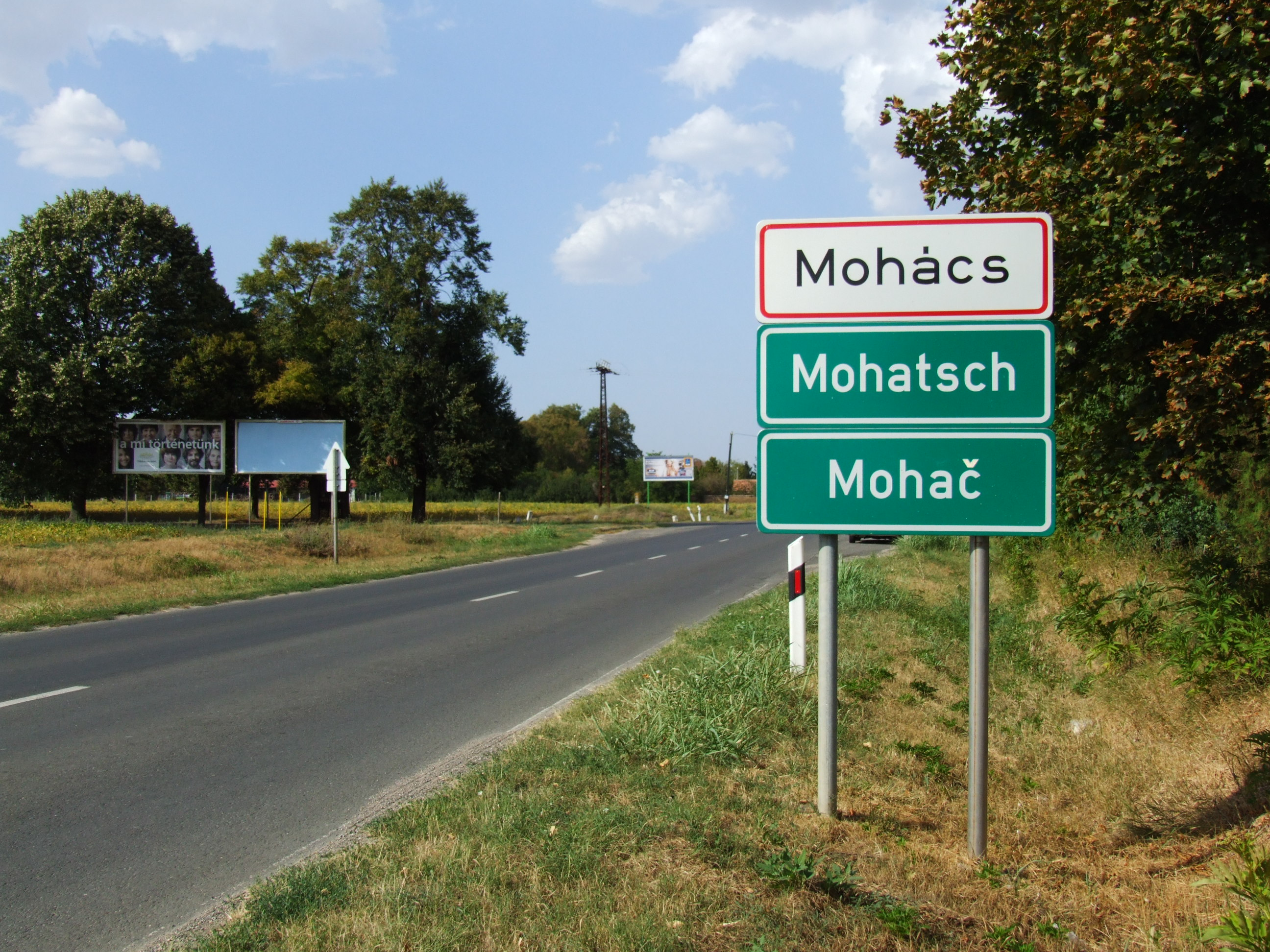
Drietalig plaatsnaambord bij Mohács (Hongarije)

## Ontvreemding
Sommige plaatsnaamborden hebben een onweerstaanbare aantrekkingskracht op vandalen en dieven. Zo wordt het kombord van het gehucht Nederland elke keer dat het is geplaatst, ontvreemd. Ook wordt het bord van Maaskantje, een dorp in Noord-Brabant, vaak weggehaald sinds de film New Kids Turbo in heel Nederland bekend is.